# باول هوفر
باول هوفر (بالإنجليزية: Paul Hoover)‏ هو شاعر أمريكي، ولد في 1946.